# شاندرین
شاندرین (روسی: Шандрин) یک رودخانه در استان یاقوتستان کشور روسیه است.